# King's Field III
King's Field III est un jeu vidéo de type dungeon crawler développé et édité par FromSoftware sorti en 1996 sur PlayStation.

## Accueil
- GameSpot : 7,3/10[1]